# Daniela Cruz Mejía
Daniela María Cruz Mejía (Tibás, San José, Costa Rica, 8 de marzo de 1991) es una futbolista costarricense que juega como defensa en el Atlas F. C. de la Primera División de México.

## Trayectoria

### Flores de Heredia
Debutó profesionalmente en el Flores de Heredia, donde se mantuvo entre 2007-2010.

### Deportivo Saprissa
En el 2014 realizó su debut con el Deportivo Saprissa, en el mismo año consiguió su primer título nacional y al año siguiente consiguió el segundo título con el cuadro morado.

### Estrella Roja de Belgrano
En 2015 se unió al Estrella Roja de Belgrano, en el 2016 se desvincula del club.

### Deportivo Saprissa
En 2016 se unió al Deportivo Saprissa. Consiguió el título del Torneo Apertura 2018 como capitana del cuadro tibaseño.

### Real Club Deportivo Espanyol
El 5 de junio de 2019 se unió al Real Club Deportivo Espanyol. En el 2020 se anunció la salida de Daniela Cruz.

### Deportivo Saprissa
En el 2020 se unió al Deportivo Saprissa. Con el que desvinculó en el 2022.

### Atlas F. C.
El 29 de diciembre de 2022 se anunció la llegada al Atlas F. C. de México, por un periodo de un año. El 9 de enero de 2023 debutó con el Atlas F.C por la primera fecha del Torneo Clausura 2023 contra Tigres de la UANL, el encuentro finalizó con la derrota 6-0.

## Selección nacional

### Categorías inferiores
A la edad de los 13 años, Cruz fue convocada a la selección de Costa Rica Sub-17, teniendo la participación de la Copa Mundial Sub-17 de 2008 en Nueva Zelanda, disputando contra selecciones como Alemania, Corea del Norte y Ghana, quedando en la cuarta posición del grupo B con 0 puntos.
En el 2010 tuvo la oportunidad de disputar la Copa Mundial Sub-20 de 2010 con sede en Alemania, enfrentándose ante selecciones como Alemania, Colombia y Francia, quedando en la cuarta posición del grupo A con 0 puntos.

### Selección absoluta
En el 2014 logró su primera clasificación a la Copa Mundial 2015 con sede en Canadá, ubicadas en el grupo E contra Brasil, Corea del Sur y España, Daniela Cruz fue convocada, pero no obtuvo participación en ningún encuentro, Costa Rica se ubicó en la tercera posición con 2 puntos.

## Clubes
| Club                      | País       | Año        |
| ------------------------- | ---------- | ---------- |
| Flores de Heredia         | Costa Rica | 2007-2010  |
| Deportivo Saprissa        | Costa Rica | 2014-2015  |
| Estrella Roja de Belgrado | Serbia     | 2015-2016  |
| Deportivo Saprissa        | Costa Rica | 2016-2019  |
| R. C. D. Espanyol         | España     | 2019-2020  |
| Deportivo Saprissa        | Costa Rica | 2020-2022  |
| Atlas F. C.               | México     | 2023-2025. |

## Palmarés

### Títulos nacionales
| Título                         | Equipo             | País       | Año  |
| ------------------------------ | ------------------ | ---------- | ---- |
| Primera División de Costa Rica | Deportivo Saprissa | Costa Rica | 2014 |
| Primera División de Costa Rica | Deportivo Saprissa | Costa Rica | 2015 |
| Primera División de Costa Rica | Deportivo Saprissa | Costa Rica | 2018 |

### Títulos internacionales
| Título                             | Equipo                  | Sede      | Año  |
| ---------------------------------- | ----------------------- | --------- | ---- |
| Juegos Deportivos Centroamericanos | Selección de Costa Rica | Nicaragua | 2017 |